# Cortez (Florida)
Cortez és una concentració de població designada pel cens dels Estats Units a l'estat de Florida. Segons el cens del 2000 tenia 4.491 habitants.

## Demografia
Segons el cens del 2000, Cortez tenia 4.491 habitants, 2.373 habitatges, i 1.468 famílies. La densitat de població era de 791,8 habitants per km².
Dels 2.373 habitatges en un 9,4% hi vivien nens de menys de 18 anys, en un 56,1% hi vivien parelles casades, en un 3,4% dones solteres, i en un 38,1% no eren unitats familiars. En el 31,9% dels habitatges hi vivien persones soles el 20,8% de les quals corresponia a persones de 65 anys o més que vivien soles. El nombre mitjà de persones vivint en cada habitatge era d'1,89 i el nombre mitjà de persones que vivien en cada família era de 2,29.
Per edats la població es repartia de la següent manera: un 8,6% tenia menys de 18 anys, un 2,4% entre 18 i 24, un 13,8% entre 25 i 44, un 30,7% de 45 a 60 i un 44,6% 65 anys o més.
L'edat mediana era de 62 anys. Per cada 100 dones de 18 o més anys hi havia 90,4 homes.
La renda mediana per habitatge era de 36.577 $ i la renda mediana per família de 48.750 $. Els homes tenien una renda mediana de 32.188 $ mentre que les dones 26.735 $. La renda per capita de la població era de 26.476 $. Entorn del 7,3% de les famílies i el 9,4% de la població estaven per davall del llindar de pobresa.

## Poblacions més properes
El següent diagrama mostra les poblacions més properes.